# 今井亨
今井 亨（いまい とおる、1983年8月22日 - ）は、日本のフルート奏者・指導者。京都市立音楽高等学校、桐朋学園大学音楽学部卒業。白石孝子、W.トリップ、峰岸壮一、高野成之、一戸 敦に師事。日本国内はもとより、オーストリアやフランスなどでも演奏活動を行っている。ドルチェ・ミュージック・アカデミー、桐朋学園大学音楽学部附属子供のための音楽教室、ムジクオーレ・ミュージック・アカデミーで講師を務める。
TV、映画、劇伴音楽などのスタジオワークも多く行っており、フジテレビドラマ「夏の恋は虹色に輝く」「スクール!!」などのサウンドトラック収録に参加している。また、安倍なつみ『光へ -classical & crossover- 』や、まらしぃ『V.I.P Append (Marasy plays Vocaloid Instrumental on Piano) 』などのアルバム収録にフルート奏者として参加している。

## 来歴
- 京都府京都市出身。
- ピアニストであった母親の手ほどきで、4歳よりピアノを始める。
- 13歳よりフルートを始める。
- 京都市立音楽高等学校（現、京都市立京都堀川音楽高等学校）卒業。
- 桐朋学園大学音楽学部卒業。同大学卒業演奏会、読売新人演奏会に出演。
- 桐朋学園大学音楽学部研究生修了。
- 桐朋学園大学音楽学部研究生在学時より、同志社中学校・高等学校で音楽科講師を務める。
- 同志社小学校音楽専科講師。
- あうろすフルートあんさんぶる、アンサンブルピアリ各メンバー
- 一般社団法人 日本フルート協会 代議員[3]